# Podregija Zvornik
Podregija Zvornik (srp. Субрегија Зворник) je jedina od podregija mezoregije Bijeljine, odnosno u njenu je sastavu.

## Zemljopis
Obuhvaća općine:
- Zvornik
- Osmaci
- Šekovići
- Bratunac
- Srebrenica
- Milići
- Vlasenica